# Campionati europei di atletica leggera 2012
I XXI campionati europei di atletica leggera si sono tenuti a Helsinki, in Finlandia, dal 27 giugno al 1º luglio 2012 all'Olympiastadion. La capitale finlandese ha ospitato la manifestazione per la terza volta, dopo le edizioni del 1971 e del 1994.
La scelta di cadenzare i campionati europei, per la prima volta dal 1934, ogni due anni e non più ogni quattro, ha fatto sì che nel 2012 i campionati europei coincidessero con l'anno olimpico. In particolare il programma dell'atletica leggera dei Giochi olimpici di Londra 2012 ha avuto inizio il 3 agosto e cioè solo un mese dopo la chiusura di quello dei campionati europei.
È stata comunque un'edizione ridotta, in quanto non sono state disputate infatti ben 5 gare, quelle di marcia e le maratone, sia in campo femminile che in campo maschile, questo perché non sarebbe stato possibile per nessun atleta che disputa competizioni sulle lunghe distanze, disputare due competizioni in un tempo così ravvicinato.

## Nazioni partecipanti
Tra parentesi, il numero di atleti partecipanti per nazione.
- Albania (3)
- Andorra (4)
- Armenia (5)
- Austria (9)
- Azerbaigian (4)
- Bielorussia (28)
- Belgio (22)
- Bosnia ed Erzegovina (4)
- Bulgaria (26)
- Cipro (11)
- Croazia (11)
- Rep. Ceca (43)
- Danimarca (10)
- Estonia (21)
- Finlandia (53) (nazione ospitante)
- Francia (68)
- Georgia (5)

- Germania (88)
- Gibilterra (2)
- Grecia (24)
- Irlanda (24)
- Islanda (5)
- Israele (12)
- Italia (61)
- Lettonia (22)
- Liechtenstein (1)
- Lituania (24)
- Lussemburgo (4)
- Macedonia (2)
- Malta (2)
- Moldavia (6)
- Monaco (1)
- Montenegro (4)
- Norvegia (28)

- Paesi Bassi (35)
- Polonia (57)
- Portogallo (37)
- Gran Bretagna (73)
- Romania (28)
- Russia (69)
- San Marino (1)
- Serbia (11)
- Slovacchia (12)
- Slovenia (19)
- Spagna (70)
- Svezia (41)
- Svizzera (27)
- Turchia (44)
- Ucraina (70)
- Ungheria (21)

## Calendario
| Data                   | 27 | 27 | 28 | 28 | 29 | 29 | 30 | 30 | 1 | 1    |
| Evento                 |    |    |    |    |    |    |    |    |   |      |
| ---------------------- | -- | -- | -- | -- | -- | -- | -- | -- | - | ---- |
| 100 m                  | B  | SF |    | F  |    |    |    |    |   |      |
| 200 m                  |    |    |    |    | B  | SF |    | F  |   |      |
| 400 m                  | B  |    |    | SF |    | F  |    |    |   |      |
| 800 m                  |    | B  |    | SF |    | F  |    |    |   |      |
| 1 500 m                |    |    |    |    |    |    | B  |    |   | F    |
| 5 000 m                |    | F  |    |    |    |    |    |    |   |      |
| 10 000 m               |    |    |    |    |    |    |    | F  |   |      |
| 110 m hs               |    |    |    |    |    |    | B  |    |   | SF F |
| 400 m hs               | B  |    | SF |    |    | F  |    |    |   |      |
| 3 000 m siepi          |    | B  |    |    |    | F  |    |    |   |      |
| Salto in alto          |    | Q  |    |    |    | F  |    |    |   |      |
| Salto con l'asta       |    |    |    |    |    |    | Q  |    |   | F    |
| Salto in lungo         |    |    |    |    | Q  |    |    |    |   | F    |
| Salto triplo           |    |    | Q  |    |    |    |    | F  |   |      |
| Getto del peso         | Q  |    |    |    |    | F  |    |    |   |      |
| Lancio del disco       |    |    |    |    | Q  |    |    | F  |   |      |
| Lancio del martello    |    |    | Q  |    |    |    |    | F  |   |      |
| Lancio del giavellotto |    | Q  |    | F  |    |    |    |    |   |      |
| Decathlon              | F  | F  | F  | F  |    |    |    |    |   |      |
| 4×100 m                |    |    |    |    |    |    | B  |    |   | F    |
| 4×400 m                |    |    |    |    |    |    |    | B  |   | F    |

| P | Batterie preliminari | B | Batterie | Q | Qualificazioni | SF | Semifinali | F | Finale |

| Data                   | 27 | 27 | 28 | 28 | 29 | 29 | 30 | 30   | 1 | 1 |
| Evento                 |    |    |    |    |    |    |    |      |   |   |
| ---------------------- | -- | -- | -- | -- | -- | -- | -- | ---- | - | - |
| 100 m                  | B  | SF |    | F  |    |    |    |      |   |   |
| 200 m                  |    |    |    |    | B  | SF |    | F    |   |   |
| 400 m                  |    | B  |    | SF |    | F  |    |      |   |   |
| 800 m                  |    |    |    | B  |    | F  |    |      |   |   |
| 1 500 m                |    |    |    |    |    |    | B  |      |   | F |
| 5 000 m                |    |    |    | F  |    |    |    |      |   |   |
| 10 000 m               |    |    |    |    |    |    |    |      |   | F |
| 100 m hs               |    |    |    |    | B  |    |    | SF F |   |   |
| 400 m hs               | B  |    | SF |    |    | F  |    |      |   |   |
| 3 000 m siepi          |    |    | B  |    |    |    |    | F    |   |   |
| Salto in alto          | Q  |    |    | F  |    |    |    |      |   |   |
| Salto con l'asta       |    |    | Q  |    |    |    |    | F    |   |   |
| Salto in lungo         | Q  |    |    | F  |    |    |    |      |   |   |
| Salto triplo           | Q  |    |    |    |    |    |    | F    |   |   |
| Getto del peso         |    |    | Q  |    |    | F  |    |      |   |   |
| Lancio del disco       |    |    |    |    |    |    | Q  |      |   | F |
| Lancio del martello    |    |    |    |    |    |    | Q  |      |   | F |
| Lancio del giavellotto | Q  |    |    |    |    | F  |    |      |   |   |
| Eptathlon              |    |    |    |    | F  | F  | F  | F    |   |   |
| 4×100 m                |    |    |    |    |    |    | SF |      |   | F |
| 4×400 m                |    |    |    |    |    |    |    | SF   |   | F |

## Risultati

### Uomini
| Specialità | Oro                                                                                            | Prestazione | Argento                                                              | Prestazione | Bronzo                                                                             | Prestazione |
| Corse piane |                                                                                                |             |                                                                      |             |                                                                                    |             |
| 100 metri (dettagli) | Christophe Lemaitre                                                                            | 10"09       | Jimmy Vicaut                                                         | 10"12       | Jaysuma Saidy Ndure                                                                | 10"17       |
| 200 metri (dettagli) | Churandy Martina                                                                               | 20"42       | Patrick van Luijk                                                    | 20"87       | Daniel Talbot                                                                      | 20"95       |
| 400 metri (dettagli) | Pavel Maslák                                                                                   | 45"24       | Marcell Deák-Nagy                                                    | 45"52       | Yannick Fonsat                                                                     | 45"82       |
| 800 metri (dettagli) | Jurij Borzakovskij                                                                             | 1'48"61     | Andreas Bube                                                         | 1'48"69     | Pierre-Ambroise Bosse                                                              | 1'48"83     |
| 1.500 metri (dettagli) | Henrik Ingebrigtsen                                                                            | 3'46"20     | Florian Carvalho                                                     | 3'46"33     | David Bustos                                                                       | 3'46"45     |
| 5.000 metri (dettagli) | Mohamed Farah                                                                                  | 13'29"91    | Arne Gabius                                                          | 13'31"83    | Polat Kemboi Arıkan                                                                | 13'32"63    |
| 10.000 metri (dettagli) | Polat Kemboi Arıkan                                                                            | 28'22"27    | Daniele Meucci                                                       | 28'22"73    | Evgenij Rybakov                                                                    | 28'22"95    |
| Corse a ostacoli |                                                                                                |             |                                                                      |             |                                                                                    |             |
| 110 metri ostacoli (dettagli) | Sergej Šubenkov                                                                                | 13"16       | Garfield Darien                                                      | 13"20       | Artur Noga                                                                         | 13"27       |
| 400 metri ostacoli (dettagli) | Rhys Williams                                                                                  | 49"33       | Emir Bekrić                                                          | 49"49       | Stanislav Mel'nykov                                                                | 49"69       |
| 3.000 metri siepi (dettagli) | Mahiedine Mekhissi-Benabbad                                                                    | 8'33"23     | Tarık Langat Akdağ                                                   | 8'35"24     | Víctor García                                                                      | 8'35"87     |
| Salti |                                                                                                |             |                                                                      |             |                                                                                    |             |
| Salto in alto (dettagli) | Robert Grabarz                                                                                 | 2,31 m      | Raivydas Stanys                                                      | 2,31 m      | Mickaël Hanany                                                                     | 2,28 m      |
| Salto con l'asta (dettagli) | Renaud Lavillenie                                                                              | 5,97 m      | Björn Otto                                                           | 5,92 m      | Raphael Holzdeppe                                                                  | 5,77 m =    |
| Salto in lungo (dettagli) | Sebastian Bayer                                                                                | 8,34 m      | Luis Méliz                                                           | 8,21 m      | Michel Tornéus                                                                     | 8,17 m      |
| Salto triplo (dettagli) | Fabrizio Donato                                                                                | 17,63 m w   | Šeryf El'-Šeryf                                                      | 17,28 m     | Aljaksei Capik                                                                     | 16,97 m     |
| Lanci |                                                                                                |             |                                                                      |             |                                                                                    |             |
| Getto del peso (dettagli) | David Storl                                                                                    | 21,58 m     | Rutger Smith                                                         | 20,55 m     | Asmir Kolašinac                                                                    | 20,36 m     |
| Lancio del disco (dettagli) | Robert Harting                                                                                 | 68,30 m     | Gerd Kanter                                                          | 66,53 m     | Rutger Smith                                                                       | 64,02 m     |
| Lancio del giavellotto (dettagli) | Vítězslav Veselý                                                                               | 83,72 m     | Valerij Iordan                                                       | 83,23 m     | Ari Mannio                                                                         | 82,63 m     |
| Lancio del martello (dettagli) | Krisztián Pars                                                                                 | 79,72 m     | Aleksej Zagornyj                                                     | 77,40 m     | Szymon Ziółkowski                                                                  | 76,67 m     |
| Prove multiple |                                                                                                |             |                                                                      |             |                                                                                    |             |
| Decathlon (dettagli) | Pascal Behrenbruch                                                                             | 8.558 pt.   | Oleksij Kas'janov                                                    | 8.321 pt.   | Il'ja Škurenëv                                                                     | 8.219 pt.   |
| Staffette |                                                                                                |             |                                                                      |             |                                                                                    |             |
| 4×100 metri (dettagli) | Paesi Bassi Brian Mariano Churandy Martina Giovanni Codrington Patrick van Luijk Jerrel Feller | 38"34       | Germania Julian Reus Tobias Unger Alexander Kosenkow Lucas Jakubczyk | 38"44       | Francia Ronald Pognon Christophe Lemaitre Pierre-Alexis Pessonneaux Emmanuel Biron | 38"46       |
| 4×400 metri (dettagli) | Belgio Antoine Gillet Jonathan Borlée Jente Bouckaert Kévin Borlée                             | 3'01"09     | Gran Bretagna Nigel Levine Conrad Williams Robert Tobin Richard Buck | 3'01"56     | Germania Jonass Plass Kamghe Gaba Eric Krüger Thomas Schneider                     | 3'01"77     |
| record mondiale; record mondiale stagionale; record europeo; record europeo stagionale; record dei campionati; record nazionale; record personale; record personale stagionale. |                                                                                                |             |                                                                      |             |                                                                                    |             |

### Donne
| Specialità | Oro                                                                       | Prestazione | Argento                                                              | Prestazione | Bronzo                                                                      | Prestazione |
| Corse piane |                                                                           |             |                                                                      |             |                                                                             |             |
| 100 metri (dettagli) | Ivet Lalova                                                               | 11"28       | Olesja Povch                                                         | 11"32       | Lina Grinčikaitė                                                            | 11"32       |
| 200 metri (dettagli) | Marija Rjemjen'                                                           | 23"05       | Chrystyna Stuj                                                       | 23"17       | Myriam Soumaré                                                              | 23"21       |
| 400 metri (dettagli) | Moa Hjelmer                                                               | 51"13       | Ksenija Zadorina                                                     | 51"26       | Ilona Usovič                                                                | 51"94       |
| 800 metri (dettagli) | Lynsey Sharp                                                              | 2'00"52     | Maryna Arzamasava                                                    | 2'01"02     | Liliya Lobanova                                                             | 2'01"29     |
| 1.500 metri (dettagli) | Nuria Fernández                                                           | 4'08"80     | Diana Sujew                                                          | 4'09"28     | Tereza Čapková                                                              | 4'10"17     |
| 5.000 metri (dettagli) | Ol'ga Golovkina                                                           | 15'11"70    | Ljudmyla Kovalenko                                                   | 15'12"03    | Sara Moreira                                                                | 15'12"05    |
| 10.000 metri (dettagli) | Ana Dulce Félix                                                           | 31'44"75    | Jo Pavey                                                             | 31'49"03    | Ol'ha Skrypak                                                               | 31'51"32    |
| Corse a ostacoli |                                                                           |             |                                                                      |             |                                                                             |             |
| 100 metri ostacoli (dettagli) | Alina Talaj                                                               | 12"91       | Kacjaryna Paplaŭskaja                                                | 12"97       | Beate Schrott                                                               | 12"98       |
| 400 metri ostacoli (dettagli) | Denisa Rosolová                                                           | 54"24       | Anna Jaroščuk                                                        | 54"35       | Zuzana Hejnová                                                              | 54"49       |
| 3.000 metri siepi (dettagli) | Gülcan Mıngır                                                             | 9'32"96     | Antje Möldner-Schmidt                                                | 9'36"37     | Gesa Felicitas Krause                                                       | 9'38"20     |
| Salti |                                                                           |             |                                                                      |             |                                                                             |             |
| Salto in alto (dettagli) | Ruth Beitia                                                               | 1,97 m      | Tonje Angelsen                                                       | 1,97 m      | Irina Gordeeva Olena Chološa Emma Green                                     | 1,92 m      |
| Salto con l'asta (dettagli) | Jiřina Ptáčníková                                                         | 4,60 m      | Martina Strutz                                                       | 4,60 m      | Nikolía Kyriakopoúlou                                                       | 4,60 m =    |
| Salto in lungo (dettagli) | Éloyse Lesueur                                                            | 6,81 m      | Vol'ha Sudarava                                                      | 6,74 m      | Margrethe Renstrøm                                                          | 6,67 m      |
| Salto triplo (dettagli) | Ol'ha Saladucha                                                           | 14,99 m     | Patrícia Mamona                                                      | 14,52 m     | Jana Borodina                                                               | 14,36 m     |
| Lanci |                                                                           |             |                                                                      |             |                                                                             |             |
| Getto del peso (dettagli) | Nadine Kleinert                                                           | 19,18 m     | Irina Tarasova                                                       | 18,91 m     | Chiara Rosa                                                                 | 18,47 m     |
| Lancio del disco (dettagli) | Sandra Perković                                                           | 67,62 m     | Nadine Müller                                                        | 65,41 m     | Natalja Semenova                                                            | 62,91 m     |
| Lancio del giavellotto (dettagli) | Vira Rebryk                                                               | 66,86 m     | Christina Obergföll                                                  | 65,12 m     | Linda Stahl                                                                 | 63,69 m     |
| Lancio del martello (dettagli) | Anita Włodarczyk                                                          | 74,29 m     | Martina Hrašnová                                                     | 73,34 m     | Anna Bulgakova                                                              | 71,47 m     |
| Prove multiple |                                                                           |             |                                                                      |             |                                                                             |             |
| Eptathlon (dettagli) | Antoinette Nana Djimou                                                    | 6.544 pt.   | Laura Ikauniece                                                      | 6.335 pt.   | Aiga Grabuste                                                               | 6.325 pt.   |
| Staffette |                                                                           |             |                                                                      |             |                                                                             |             |
| 4×100 metri (dettagli) | Germania Leena Günther Anne Cibis Tatjana Lofamakanda Pinto Verena Sailer | 42"51       | Paesi Bassi Kadene Vassell Dafne Schippers Eva Lubbers Jamile Samuel | 42"80       | Polonia Marika Popowicz Daria Korczyńska Marta Jeschke Ewelina Ptak         | 43"06       |
| 4×400 metri (dettagli) | Ucraina Julija Oliševs'ka Ol'ha Zemljak Natalija Pyhyda Alina Lohvynenko  | 3'25"07     | Francia Phara Anacharsis Lenora Guion Firmin Marie Gayot Floria Guei | 3'25"49     | Rep. Ceca Zuzana Hejnová Zuzana Bergrová Jitka Bartoničková Denisa Rosolová | 3'26"02     |
| record mondiale; record mondiale stagionale; record europeo; record europeo stagionale; record dei campionati; record nazionale; record personale; record personale stagionale. |                                                                           |             |                                                                      |             |                                                                             |             |

## Medagliere
Legenda
     Paese ospitante
| Posizione | Paese         | Oro | Argento | Bronzo | Totale |
| --------- | ------------- | --- | ------- | ------ | ------ |
| 1         | Germania      | 6   | 8       | 4      | 18     |
| 3         | Francia       | 5   | 4       | 5      | 14     |
| 3         | Russia        | 4   | 5       | 5      | 14     |
| 3         | Ucraina       | 4   | 5       | 5      | 14     |
| 5         | Gran Bretagna | 4   | 2       | 1      | 7      |
| 6         | Rep. Ceca     | 3   | 1       | 2      | 6      |
| 7         | Paesi Bassi   | 2   | 3       | 1      | 6      |
| 8         | Spagna        | 2   | 1       | 2      | 5      |
| 9         | Turchia       | 2   | 1       | 1      | 4      |
| 10        | Bielorussia   | 1   | 2       | 3      | 6      |
| 11        | Norvegia      | 1   | 1       | 2      | 4      |
| 12        | Italia        | 1   | 1       | 1      | 3      |
| 12        | Portogallo    | 1   | 1       | 1      | 3      |
| 14        | Ungheria      | 1   | 1       | 0      | 2      |
| 15        | Polonia       | 1   | 0       | 3      | 4      |
| 16        | Svezia        | 1   | 0       | 2      | 3      |
| 17        | Belgio        | 1   | 0       | 0      | 1      |
| 17        | Bulgaria      | 1   | 0       | 0      | 1      |
| 17        | Croazia       | 1   | 0       | 0      | 1      |
| 20        | Lettonia      | 0   | 1       | 1      | 2      |
| 20        | Lituania      | 0   | 1       | 1      | 2      |
| 20        | Serbia        | 0   | 1       | 1      | 2      |
| 23        | Danimarca     | 0   | 1       | 0      | 1      |
| 23        | Estonia       | 0   | 1       | 0      | 1      |
| 23        | Slovacchia    | 0   | 1       | 0      | 1      |
| 25        | Austria       | 0   | 0       | 1      | 1      |
| 25        | Finlandia     | 0   | 0       | 1      | 1      |
| 25        | Grecia        | 0   | 0       | 1      | 1      |
| Totale    | Totale        | 42  | 42      | 44     | 128    |